# Cortazzone
Cortazzone, (Cortasson en piemontès) és un municipi situat al territori de la província d'Asti, a la regió del Piemont (Itàlia).
Limita amb els municipis de Camerano Casasco, Cortandone, Maretto, Montafia, Roatto, Soglio i Viale.
Pertanyen al municipi les frazioni de Briccarello, Mongiglietto, Valmezzana i Vanara.

## Galeria fotogràfica

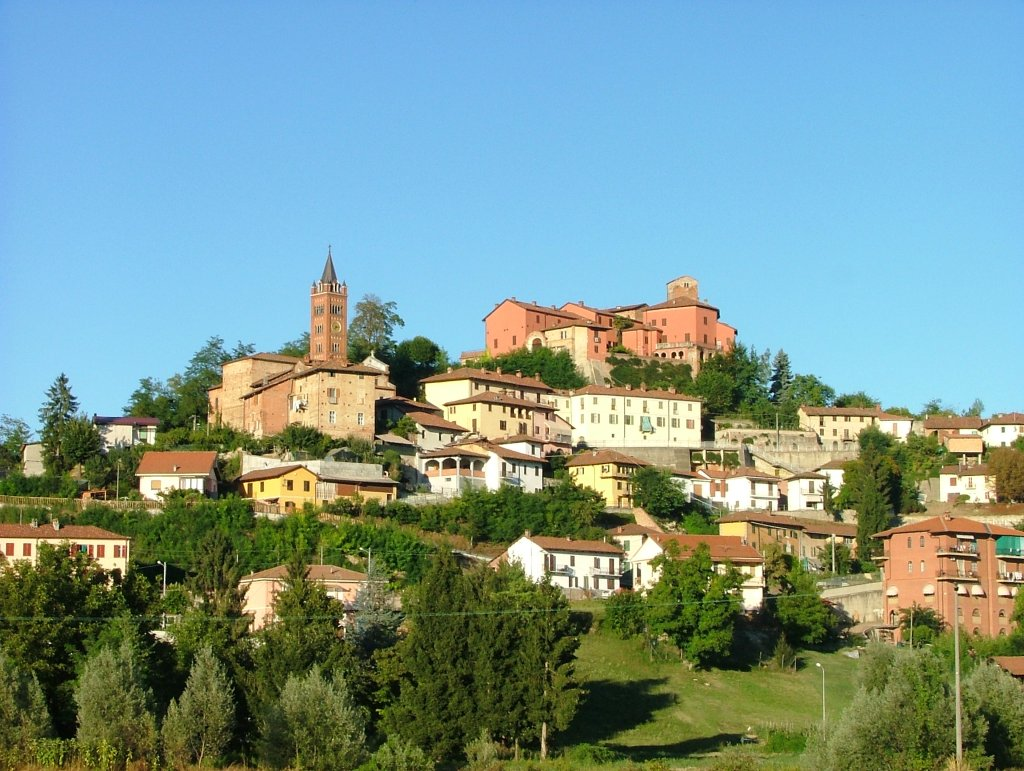
Vista del poble
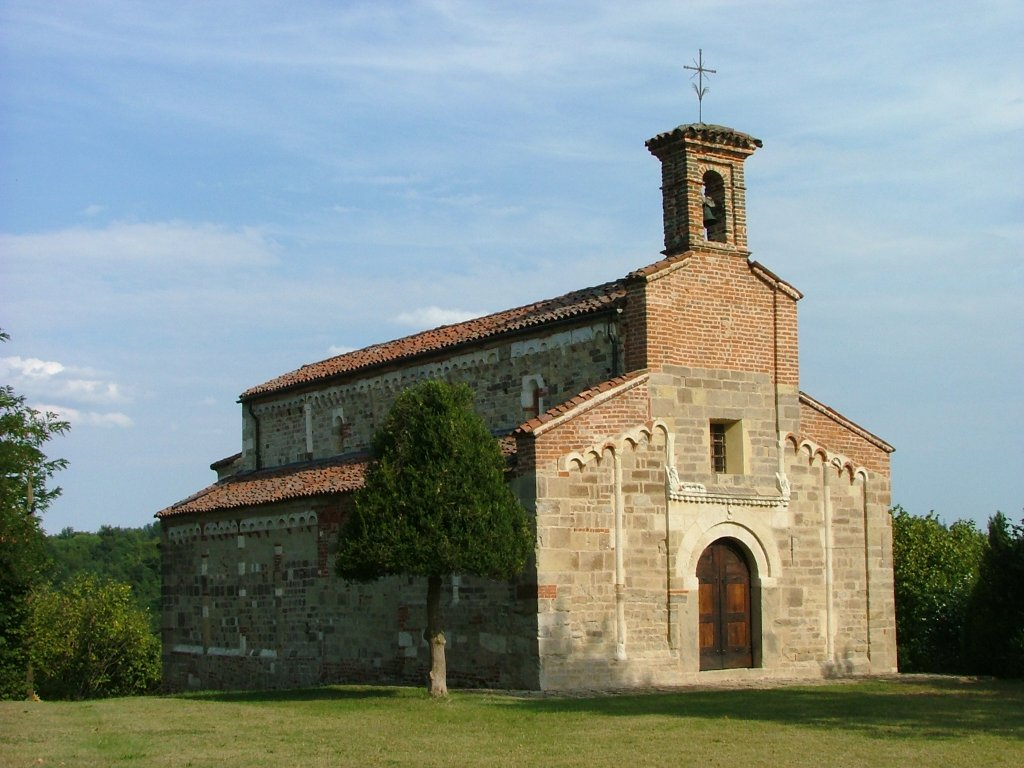
Església de S.Segon